# NGC 2987
NGC 2987 é uma galáxia espiral (Sab) localizada na direcção da constelação de Sextans. Possui uma declinação de +04° 56' 29" e uma ascensão recta de 9 horas, 45 minutos e 41,4 segundos.
A galáxia NGC 2987 foi descoberta em 25 de Março de 1884 por Édouard Jean-Marie Stephan.